# 島根県社会人サッカーリーグ
島根県社会人サッカーリーグ（しまねけんしゃかいじんサッカーリーグ）は、全国にあるサッカーの都道府県リーグのひとつ。島根県のクラブチームが参加するリーグである。

## 概要
島根県社会人サッカーリーグは2部構成となっている。下位カテゴリとして、松江・出雲・浜田・益田の4地区からなる地区リーグが存在する。
- 1部（6チーム）
- 2部（6チーム）

1部・2部ともに前後期制を採用し、ホーム&アウェイの各1試合ずつ対戦する。

### 昇格・降格に関して
- 1部優勝チーム（年によっては2位も）は中国地域県リーグ決勝大会への出場権を得る。同大会で優勝すると中国サッカーリーグに昇格。2位は中国リーグ9位と入替戦を行う。
- 1部6位と2部1位は自動入替。
- 1部5位と2部2位は入替戦（1試合制）を行う。2023年までは1部6位と2部1位も入替戦を行っていた。
- 2部6位は地区リーグに降格。
- 各地区リーグ1部優勝チームは、トーナメント方式で開催される島根県社会人サッカー地区リーグ決勝大会に進出[2]。同大会優勝チームは2部昇格、2位は2部5位と入替戦を行う。2023年までは2部6位と決勝大会優勝チームも入替戦を行っていた。

## 参加チーム（2025年）

### 1部
- SC松江（松江）
- 紫逅倶楽部（益田）
- 斐川コスモス（出雲）
- E-WING出雲（出雲）
- Taisha.SC（出雲）
- フォルツァ斐川（出雲）

### 2部
- TAKAMATSU.FC（出雲）
- m.l.c（浜田）
- 石見FC（益田）
- sc calvo（出雲）
- VISPO（益田）
- FC県大（浜田）

## 歴代優勝チーム
| 年度 | 県1部リーグ      | 県2部リーグ                                 |
| ---- | ---------------- | ------------------------------------------- |
| 2005 | FCセントラル中国 |                                             |
| 2006 | SC松江           |                                             |
| 2007 | 浜田FCコスモス   | フォルツァ斐川                              |
| 2008 | ヴォラドール松江 | ATLETICO益田                                |
| 2009 | ヴォラドール松江 | 島根Medina                                  |
| 2010 | SC松江           | 城北FC                                      |
| 2011 | SC松江           | 島根Medina                                  |
| 2012 | SC松江           | T.S.C大社サッカークラブ                     |
| 2013 | SC松江           | FC県大                                      |
| 2014 | SC松江           | フォルツァ斐川                              |
| 2015 | 浜田FCコスモス   | Perfortuna宍道                              |
| 2016 | SC松江           | 紫逅倶楽部                                  |
| 2017 | SC松江           | Taisha.SC                                   |
| 2018 | 浜田FCコスモス   | 斐川コスモス                                |
| 2019 | デッツォーラ島根 | 斐川コスモス                                |
| 2020 | E-WING出雲       | 新型コロナウイルスの影響により 順位決定せず |
| 2021 | E-WING出雲       | マリーシア                                  |
| 2022 | 紫逅倶楽部       | 斐川コスモス                                |
| 2023 | 斐川コスモス     | Taisha.SC                                   |
| 2024 | SC松江           | フォルツァ斐川                              |

### 過去の中国リーグ昇格チーム
- 益田クラブ（1974、1979、1992）
- 松江RM友の会 / ヴォラドール松江（1978、2009）（後：松江シティFC→FC神楽しまね）
- 石見FC（2001）
- FCセントラル中国 / デッツォーラ島根（2005、2019）
- SC松江（2014、2021）
- 浜田FCコスモス（2018）（後：ベルガロッソ浜田→ベルガロッソいわみ）